# Gubernia kostromska
Gubernia kostromska (ros. Костромская губерния) – jednostka administracyjna Imperium Rosyjskiego i RFSRR w centralnej Rosji, utworzona ukazem Katarzyny II w 1778 jako namiestnictwo kostromskie, od 1796 ukazem Pawła I przekształcone w gubernię. Stolicą guberni była Kostroma. Zlikwidowana w 1929.
Graniczyła od północy i północnym zachodzie z gubernią wołogodzką, na wschodzie z gubernią wiacką, na południu z gubernią włodzimierską i niżnonowogrodzką, na zachodzie z gubernią jarosławską.
Powierzchnia guberni wynosiła w 1897 – 83 996,4 km², ludność, według spisu powszechnego 1897 – 1 429 228 osób – Rosjan (99,6%).
Gubernia w początkach XX wieku była podzielona na 12 ujezdów.
Na terenie historycznej guberni od 1944 istnieje obwód kostromski RFSRR, obecnie Federacji Rosyjskiej, o powierzchni 60 200 km².